# Blowfly (Musiker)

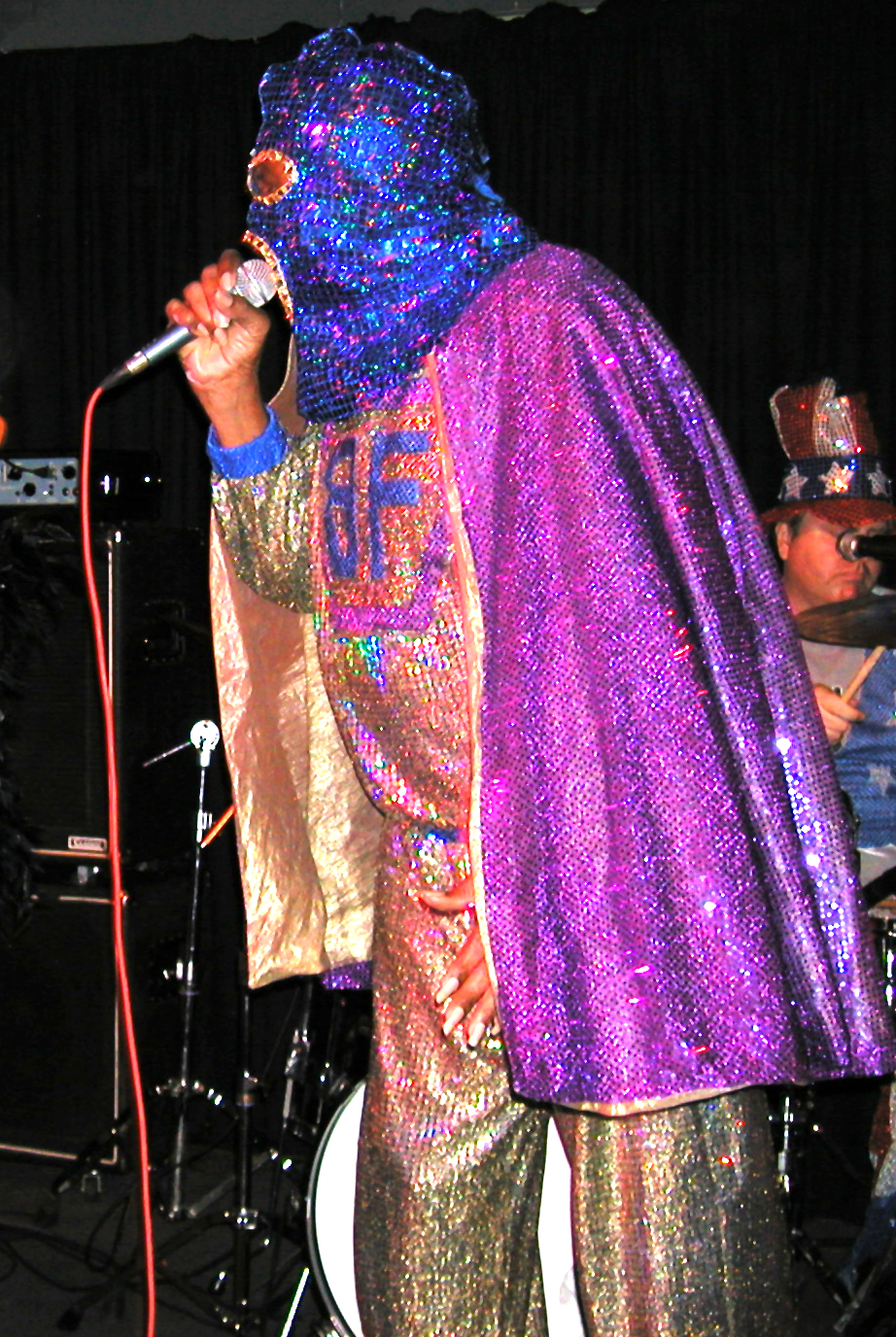
Blowfly (2005)

Clarence Henry Reid (* 14. Februar 1939 in Vienna, Georgia; † 17. Januar 2016 in Lauderdale Lakes, Florida) war ein US-amerikanischer Musiker, Rapper, Songwriter und Produzent, auch bekannt unter dem Künstlernamen Blowfly.

## Biografie
Während der 1960er und 1970er Jahre arbeitete Reid als Songwriter und Produzent für Künstler wie Betty Wright, Sam & Dave, Gwen McCrae, Jimmy „Bo“ Horne, Bobby Byrd und KC and the Sunshine Band. In dieser Zeit nahm er auch selbst eigene Songs auf, etwa Nobody But You Babe (1969).
Zum Spaß schrieb er vulgäre Versionen bekannter Hits, die er zunächst jedoch nur im privaten Rahmen vortrug. 1971 nahm er mit Studiomusikern ein ganzes Album solcher Songs unter dem Pseudonym „Blowfly“ auf. Das Album, The Weird World of Blowfly, zeigt Reid als maskierten Superhelden auf dem Cover. Mit diesem Alter Ego begann er eine Parallelkarriere und nahm weitere Alben auf, die als Partyknaller Erfolg hatten. Die anstößige Version seines Songs Rapp Dirty (auch bekannt als Blowfly’s Rapp) verhalf dem Album Blowfly’s Party 1980 auf Platz 26 der  Billboard Black Albums Charts sowie Platz 82 der Billboard 200.
Seine Persiflagen brachten Reid auch rechtlichen Ärger ein, während seine eigenen Songs vielfach von Hip-Hop-, R&B- und Electro-Künstlern gesampelt wurden, darunter Beyonce, Wu Tang Clan, DJ Quik, DMX, Method Man & Redman, Main Source, DJ Shadow, Eazy-E, RJD2, Jurassic 5, Big Daddy Kane, Mary J. Blige, Brand Nubian und The Avalanches, ohne dass er entsprechend bezahlt wurde.
Auch nach der Jahrtausendwende war Blowfly erfolgreich. Er trat weltweit auf. In Deutschland war er 2008 mit den Ärzten auf Tour.
Clarence Reid starb am 17. Januar 2016 im Alter von 76 Jahren an den Folgen von Leberkrebs.

## Diskografie

### Alben als Clarence Reid
- 1969: Dancin’ with Nobody But You Babe
- 1973: Running Water
- 1976: On the Job

### Alben als Blowfly
- 1971: The Weird World of Blowfly
- 1974: Blow Fly on TV
- 1975: Zodiac Blowfly
- 1976: Oldies But Goodies
- 1977: Blowfly’s Disco Party
- 1977: At the Movies
- 1978: Porno Freak
- 1978: Zodiac Party
- 1980: Blowfly#s Party
- 1981: Rappin’ Dancing & Laughin
- 1981: Butterfly
- 1983: Fresh Juice
- 1985: Electronic Banana
- 1986: On Tour 1986
- 1987: Blowfly and the Temple of Doom
- 1988: Blowfly for President
- 1989: Freak Party
- 1991: Twisted World of Blowfly
- 1996: 2001: A Sex Odyssey
- 1996: Analthology: The Best of Blowfly
- 1999: Blowfly Does XXX-Mas
- 2005: Fahrenheit 69
- 2006: Blowfly’s Punk Rock Party
- 2007: Superblowfly
- 2008: Live At the Platypussery
- 2012: Black in the Sack
- 2016: 77 Rusty Trombones